# Armée des hommes de la Naqshbandiyya
L'Armée des hommes de la Naqshbandiyya (arabe : جيش رجال الطريقة النقشبندية, Jaysh Rajal al-Tariqa al-Naqshbandiyya, JRTN) est un groupe armé irakien baasiste engagé dans la guerre d'Irak, la première guerre civile irakienne et la seconde guerre civile irakienne.

## Création et organisation
La création de l'Armée des hommes de la Naqshbandiyya est officialisée le 30 décembre 2006, la nuit ayant suivi l'exécution de Saddam Hussein,.
Après la mort de Saddam Hussein, Ezzat Ibrahim Al-Duri prend sa succession en tant que secrétaire général du Parti Baas arabe et socialiste d'Irak. Le 3 octobre 2007, il fonde le Commandement suprême pour le Jihad et la Libération, une vaste alliance regroupant 55 factions armées irakiennes, dont la JRTN est la plus importante. Cette alliance rassemble des idéologies diverses, dont des nationalistes et des islamistes. Pour le Parti Baas, Ezzat Ibrahim Al-Duri devient « Cheikh des Moudjahidines et Commandant de la Résistance ».

## Idéologie
L'Armée des hommes de la Naqshbandiyya se réclame du Baasisme, mais aussi du soufisme de la confrérie de la Naqshbandiyya. Elle s'oppose aux salafistes d'Al-Qaïda en Irak qui les considère comme hérétiques, et aux milices chiites,. Son objectif est reprendre le pouvoir en Irak et de s'opposer à l'influence exercée par l'Iran dans le pays.

## Effectifs
En 2009, l'armée américaine évalue les effectifs de JRTN à 2 000 ou 3 000 hommes, pour la plupart d'anciens militaires de l'armée irakienne. En 2013, The Daily Telegraph indique que ses effectifs sont estimés à environ 5 000.

## Actions
Contrairement à Al-Qaïda en Irak, la JRTN n'effectue pas d'attentats-suicides, mais privilégie plutôt les IED.
En 2004, la JRTN participe à la deuxième bataille de Falloujah.
En juin 2014, des hommes de la JRTN prennent part à la prise de Mossoul. À cette date, la JRTN est le 2e groupe armé le plus important d'Irak après l'État islamique en Irak et au Levant. Après la prise de Mossoul, le 10 juin 2014, des combattants de la JRTN affichent les portraits de Saddam Hussein et d'Ezzat Ibrahim al-Douri à l'entrée de la ville. Cependant par la suite, les djihadistes exigent que ces portraits soient retirés. Le 13 juin, deux hommes de la JRTN sont abattus par des hommes de l'EIIL pour avoir refusé d'exécuter cet ordre.
La JRTN combat aux côtés de l'EIIL contre le régime chiite de Nouri al-Maliki, mais l'alliance se fissure rapidement,,. Le 20 juin, des heurts éclatent à Hawija, dans la province de Kirkouk, entre des combattants l'État islamique en Irak et au Levant et de l'Armée des hommes de la Naqshbandiyya, les combats font au moins 17 morts.
En 2016, ses troupes affirment prendre part à la bataille de Mossoul contre l'EI.

## Désignation comme organisation terroriste
La JRTN est classée comme organisation terroriste par les États-Unis depuis le 30 septembre 2015.